# Anne-Marie Idrac
Pour les personnes ayant le même patronyme, voir Idrac.
Anne-Marie Idrac (née Colin), née le 27 juillet 1951 à Saint-Brieuc (Côtes-d'Armor), est une dirigeante d'entreprises et femme politique française.
Elle est notamment secrétaire d'État aux Transports de 1995 à 1997, députée de 1997 à 2002, présidente de la RATP, puis de la SNCF, secrétaire d'État chargée du Commerce extérieur auprès de la ministre de l'Économie, de l'Industrie et de l'Emploi dans le second gouvernement François Fillon du 18 mars 2008 au 13 novembre 2010. 
Elle est, depuis 2011, administratrice de sociétés et consultante.

## Biographie

### Formation
Après une scolarité au collège Sainte-Marie des Invalides (aujourd'hui lycée Paul Claudel-d'Hulst), elle est élève à l'Institut d'études politiques de Paris (promotion 1971, section Service Public), à la faculté de droit de Paris et à l'École nationale d'administration (promotion Simone Weil, 1972-1974). Elle a également été auditrice de l'Institut des hautes études de Défense nationale (IHEDN), en 1986-1987 (39e session).

### Carrière dans la fonction publique
Elle est, de 1974 à 1995, administratrice civile dans divers postes aux ministères de l'Équipement, du Logement, de l'Environnement, de l'Urbanisme et des Transports ; elle est notamment la première femme directrice générale d'un établissement public d'aménagement, celui de Cergy-Pontoise de 1990 à 1993, et directrice des Transports terrestres, de 1993 à 1995.

### Carrière politique
Elle est membre de Force démocrate, puis de l'UDF (lorsque l'UDF fusionne ses composantes, dont FD).
En 1995, elle intègre le Gouvernement en tant que femme issue de la société civile, au poste de secrétaire d'État aux Transports, qu'elle occupe sous les deux gouvernements Juppé, faisant ainsi partie des « Juppettes ». Elle conduit notamment la réforme législative de 1997 qui a permis le désendettement de la SNCF par la création de Réseau ferré de France (RFF), et l'expérimentation dans cinq régions de la décentralisation des trains express régionaux (TER), généralisée en 2001 par Jean-Claude Gayssot. En 1996, le doublement des pistes de l'aéroport de Paris-Charles-de-Gaulle et l'implantation de FedEx sur le site de Roissy sont décidés.
Elle est élue députée UDF de la troisième circonscription des Yvelines en 1997 et réélue en 2002. Elle a siégé également au conseil régional d'Île-de-France (1998-2002) au titre de l'UDF et a été secrétaire générale de la Nouvelle Union pour la démocratie française (UDF), ainsi que porte-parole de François Bayrou lors de sa première campagne présidentielle en 2002.
Le 18 mars 2008, elle est nommée secrétaire d'État chargée du Commerce extérieur et revient ainsi au gouvernement, alors qu'elle avait affirmé ne pas être « intéressée par le retour dans la vie politique » lors d'une conférence organisée par l'Agora à l'École des hautes études commerciales du Nord (EDHEC), le 12 février 2008.
Elle s'emploie à Bruxelles et Genève à promouvoir les idées de réciprocité dans le commerce mondial et de lutte contre tous les dumpings. Elle rassemble tous les acteurs du commerce extérieur de la France dans une « Équipe de France de l'export », autour d'un objectif : 10 000 exportateurs de plus d'ici la fin du quinquennat, et assure plus de cent voyages en trente mois de fonctions.
Elle apporte son soutien à la candidature de François Bayrou pour l'élection présidentielle de 2012 et fait partie de son équipe de campagne.
Le 29 septembre 2014, elle est nommée par Laurent Fabius, ministre des Affaires étrangères et du Développement international, représentante spéciale pour les échanges économiques avec les Émirats arabes unis.
Elle soutient Emmanuel Macron, candidat à l'élection présidentielle de 2017. Après l’élection, Anne-Marie Idrac est pressentie pour rejoindre le gouvernement comme Premier ministre ou comme ministre de l'Économie,.
En octobre 2017, elle est nommée par le gouvernement Haute responsable pour la stratégie nationale de développement des véhicules autonomes. Le 20 novembre 2017, Édouard Philippe a précisé que cette responsabilité est assurée en coordination avec la mission développement des véhicules autonomes, confiée au comité stratégique de la filière automobile.

### Carrière dans l'entreprise
En septembre 2002, elle démissionne de ses mandats et fonctions politiques pour assumer la présidence de la RATP, sur proposition du Premier ministre Jean-Pierre Raffarin, en remplacement de Jean-Paul Bailly, appelé à la présidence de La Poste.
Ses années de mandat à la RATP sont marquées notamment par le lancement de l'automatisation de la ligne 1 du métro parisien, l'instauration d'un service garanti contractuel en cas de grève, la conception du projet de métro circulaire de banlieue à banlieue (reprise par son successeur Pierre Mongin sous le nom de « Métrophérique »), et la conclusion de contrats d'exploitation et de maintenance de réseaux de transport en dehors du réseau « historique » de la RATP, notamment à l'étranger, via sa filiale à 100 % RATP Développement créée en 2002, ce qui constitue une nouveauté pour l'entreprise francilienne.
Elle en démissionne le 12 juillet 2006 pour succéder à Louis Gallois à la tête de la SNCF. À ce titre, première femme à présider la SNCF, elle est aussi la première vice-présidente de l'Union internationale des chemins de fer (UIC).
Le classement établi par la revue Fortune des femmes les plus puissantes dans le monde des affaires, à l'exception notable du territoire américain, la positionne alors en 3e position,.
Au deuxième semestre 2007, dans un contexte de grèves illimitées et reconductibles toutes les 24 heures, elle mène à bien la mise en œuvre de la loi sur le « service minimum » puis la réforme du régime spécial de retraites des cheminots par harmonisation avec celui de la fonction publique. 
Elle intervient en faveur du train en tant que présidente de la SNCF au « Groupe de suivi du Grenelle de l'environnement ».

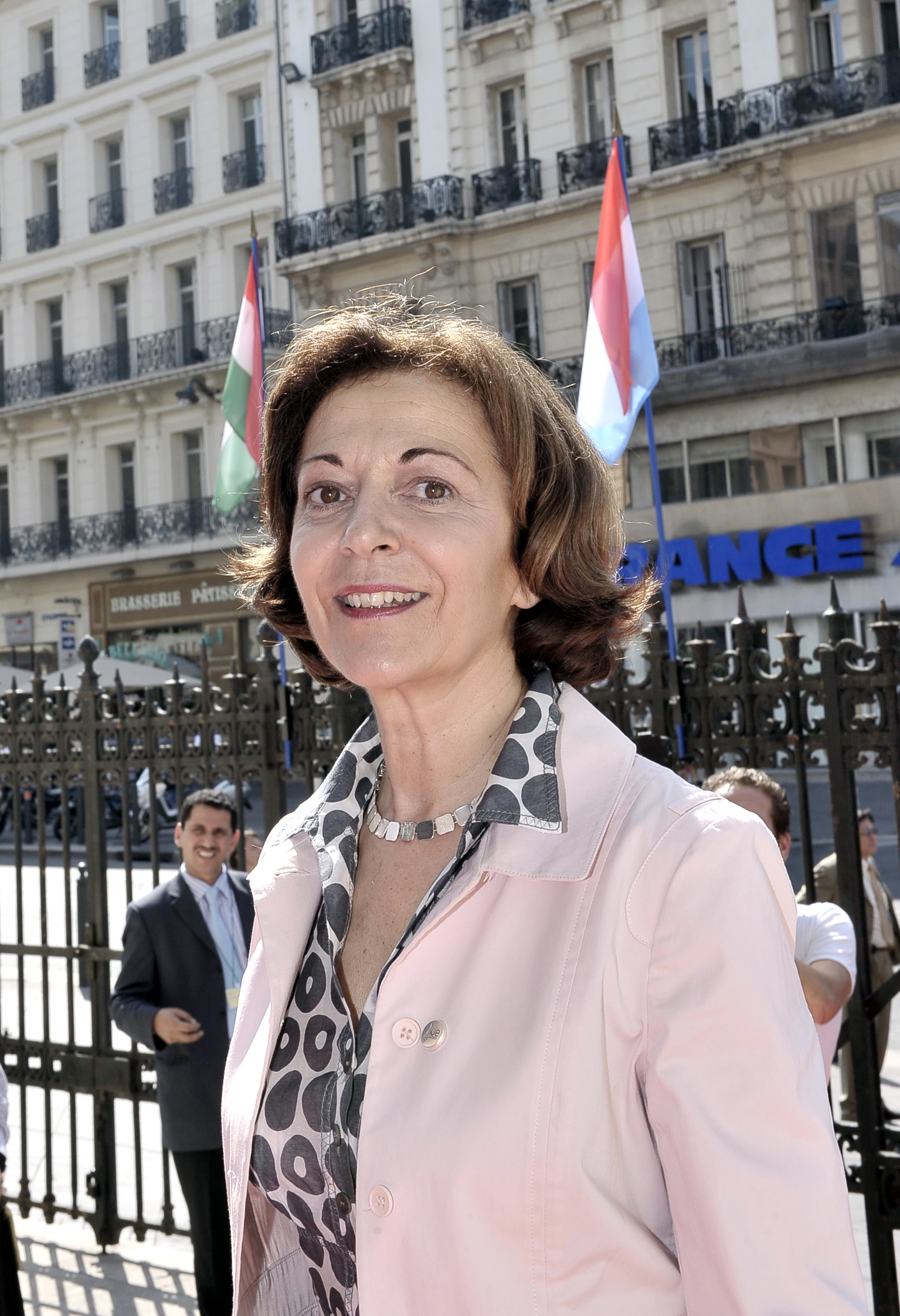
Anne-Marie Idrac, le 2 juillet 2008.

Son bilan compte la réforme du régime spécial de retraites des cheminots, et la mise en place du service minimum, le lancement du TGV Est européen, et le record du monde de vitesse sur rail. Elle assure le début de redressement et d'européanisation de l'activité fret et logistique du groupe SNCF, ainsi que la modernisation du transport régional — TER et Transilien (Île-de-France) — auquel elle consacre un programme appelé « nouvelle dynamique de proximité ».
Les résultats 2007 du groupe SNCF atteignent sous sa présidence un montant de plus d'un milliard d'euros, autorisant pour la première fois l'entreprise à verser un dividende à son actionnaire État. Le groupe  SNCF  a  renforcé  ses  actions  de  solidarité et  d’entreprise  socialement  responsable.
Elle est, depuis 2011, administratrice indépendante de sociétés et consultante. 
Elle siège, en 2022, au sein de trois conseils d'administration (cinq en 2019). 
Depuis janvier 2020, elle préside l’association France Logistique, dont l’objet est la promotion de cette filière et le dialogue avec les pouvoirs publics pour améliorer sa compétitivité,. Elle dispose d'un bureau au sein même du ministère des Transports.

## Vie personnelle
Anne-Marie Idrac est la fille de l'homme politique André Colin et l'épouse de Francis Idrac, ancien préfet de région, inspecteur général des Finances (qui ne doit pas être confondu avec son homonyme, maire socialiste de L'Isle-Jourdain (Gers)). Elle est mère de quatre filles.

## Détail des mandats et fonctions

### Fonctions gouvernementales

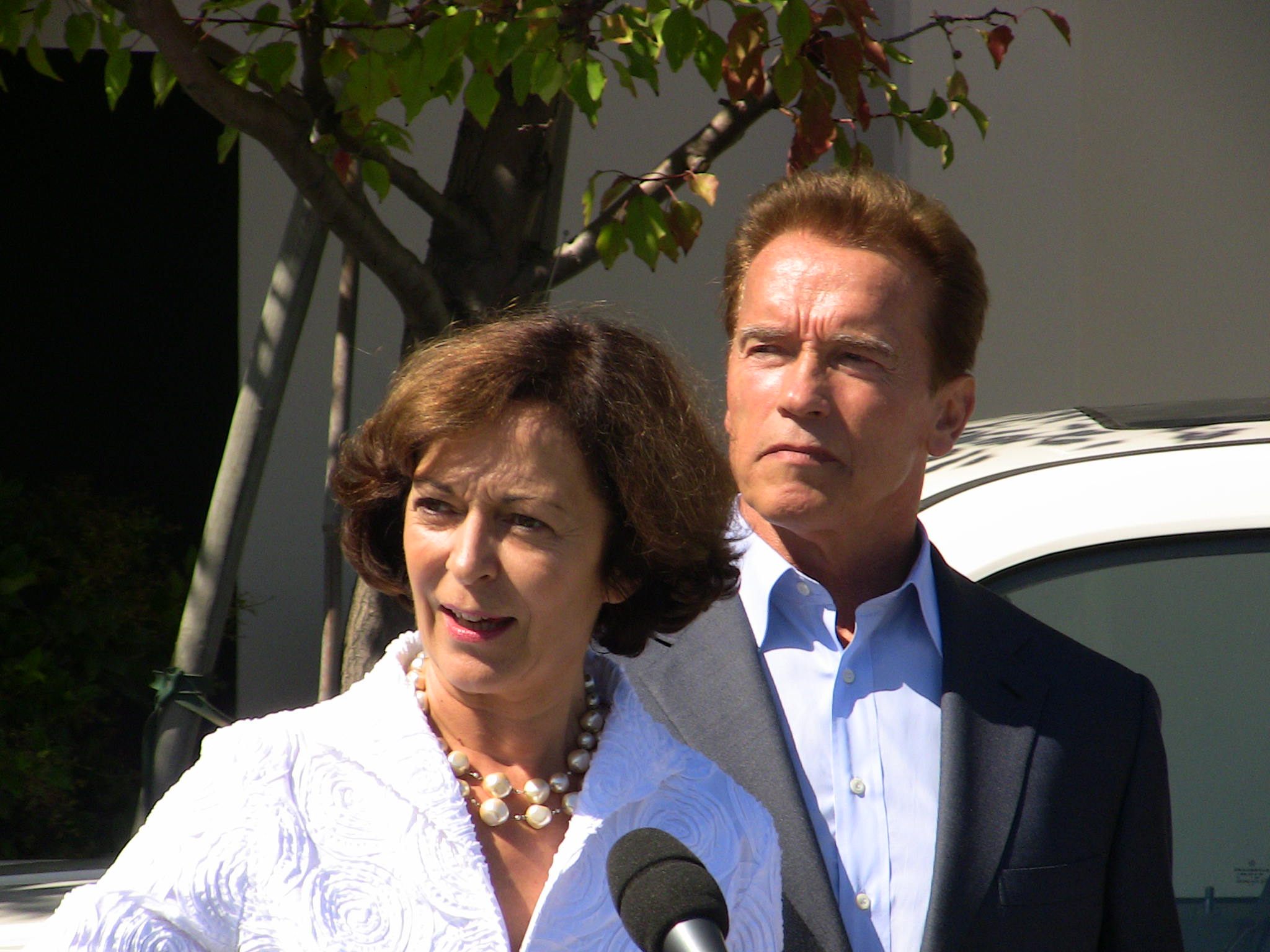
Anne-Marie Idrac et le gouverneur de Californie, Arnold Schwarzenegger, en septembre 2009, à Sacramento.

- Secrétaire d'État auprès du ministre de l'Aménagement du territoire, chargée des Transports, dans le gouvernement Alain Juppé I (du 18 mai au 6 novembre 1995)
- Secrétaire d'État auprès du ministre de l'Équipement, du Logement, des Transports et du Tourisme, chargée des Transports, dans le gouvernement Alain Juppé II (du 6 novembre 1995 au 2 juin 1997)
- Secrétaire d’État chargée du Commerce extérieur, auprès de la ministre de l’Économie, de l’Industrie et de l’Emploi, dans le gouvernement François Fillon II (du 18 mars 2008 au 13 novembre 2010)

### Autres postes

#### Secteur économique
- Administratrice indépendante d'Air-France-KLM (depuis novembre 2017)[25] ;
- Administratrice indépendante de Bouygues (2012-2021)[26] ;
- Administratrice de Total depuis le 11 mai 2012[27] ;
- Administratrice de Saint-Gobain (2011-2022) ;
- Senior advisor de Sia Partners depuis le 1er juin 2011 ;
- Senior advisor de Suez Environnement  (2011-2018) ;
- Présidente du conseil de surveillance de la société concessionnaire de l'aéroport de Toulouse-Blagnac du 5 mai 2015[28] jusqu’au 29 mai 2018 ;
- Administratrice de Mediobanca (Italie) (2011-2014) ;
- Membre du conseil de surveillance de Vallourec (2011-2015)[29] ;
- Administratrice de Dexia (2002-2007).

#### Secteur public ou associatif
- Présidente de la Fondation ALIMA, abritée par la Fondation de France, créée le 17 novembre 2020 ;
- Présidente de France Logistique, association créée le 8 janvier 2020[30] ;
- Présidente du Mouvement européen - France (2000-2004) ;
- Vice présidente de la Fondation Robert-Schuman ;
- Membre de l'Advisory board d'HEC
- Membre du conseil d'orientation du think tank En temps réel[31] ;
- Présidente du « Club Administrateurs RSE » (responsabilité sociétale des entreprises) de l’Institut français des administrateurs (IFA) (2013-2017)[32] ;
- Présidente du conseil stratégique de l'École d'affaires publiques de Sciences Po, depuis le 9 septembre 2015[33] ;
- Elle devient, en avril 2012, la première présidente de l'organisme de recherches « Océanides »[34],[35].

## Publications

### Ouvrages
- Nous sommes tous des « hommes » politiques, Plon, 2000, 170 p. (ISBN 978-2-259-19608-6)
- Chapitre « La compétitivité internationale de l’économie française » in Dominique Paillé, La République des solutions : l'état de la France, Saint-Malo, Pascal Galodé Editions, 2012, 251 p. (ISBN 978-2-35593-182-6)

### Préfaces
- Matthieu Courtecuisse, La fabrique du conseil : Consultant, un métier d’avenir, Montreuil, Pearson, coll. « Village mondial », 2012, 192 p. (ISBN 978-2-7440-6537-8)
- Jean-Pierre Corniou, 1,2 milliard d’automobiles, 7 milliards de terriens, la cohabitation est-elle possible ?, Tapa Blanda, 2012, 150 p. (ISBN 978-2-915752-93-9)
- Jean-René Brunetière, Véronique Chanut et Serge Vallemont, L’imagination managériale des cadres publics : Un talent à cultiver, Futuroscope, Canopé – CRDP, coll. « Profession cadre service public », 2013, 211 p. (ISBN 978-2-240-03353-6)
- FNEP, Oser innover : Pour construire une société d’innovateurs, Paris, La Documentation française, 2017, 147 p. (ISBN 978-2-11-145219-0)
- Francis Massé, Urgences et lenteur : quel management public à l'aube du changement de monde ?, Paris, Fauves éditions, 2017, 270 p. (ISBN 979-10-302-0065-2, lire en ligne)

## Décorations
- Officière de la Légion d'honneur. Elle est faite officière par le ministre de l'Économie et des Finances Michel Sapin en janvier 2017[36]
  -  Chevalière de la Légion d'honneur par décret du 25 septembre 2003

- Grande officière de l'ordre national du Mérite. Décoration remise par Édouard Philippe le 23 novembre 2021[37]
  -  Commandeure de l'ordre national du Mérite. Elle est décorée[38] par Pierre Moscovici, ministre de l’Économie et des Finances[39], le 13 décembre 2012.
  -  Officière de l'ordre national du Mérite par décret du 23 décembre 2006
  -  Chevalière de l'ordre national du Mérite par décret du 7 février 1990